# Бодио Ломнаго
Бо̀дио Ломна̀го (на италиански: Bodio Lomnago; на ломбардски: Boeusc Lomnagh, Бьош Ломнаг) е село и община в Северна Италия, провинция Варезе, регион Ломбардия. Разположено е на 273 m надморска височина. Населението на общината е 2190 души (към 2017 г.).